# 김형용
김형룡(캐나다 유학 시절 영어 이름은 레이먼드 킴(영어: Raymond Kim), 1958년 ~ )은 대한민국의 남성 싱어송라이터 겸 영화배우이다.

## 생애
일찍이 캐나다 유학을 다녀온 바 있는 그는 1982년 가수로 첫 데뷔하였고 이듬해 1983년 영화 《대학 신입생 오달자의 봄》의 단역을 통해서 영화배우로 데뷔하였다. 1984년에는 뮤지컬배우로도 데뷔한 그는 이후 KBS 한국방송공사 예능연예오락 프로그램 《젊음의 행진》에도 출연하여 큰 주목을 받았다. 92년결혼후 자녀는 아들과 딸이 있고 아들은 서울대졸업 딸은 숙명대를 졸업했다.또한 그는 현재 골프 기업체를 운영하는 사업가이기도 하지만 그 이전 한때 1980년대를 풍미한 가수로서 《다시 사랑할 수 있다면》이라는 곡을 발표하여 히트한 그는 남성 가수 겸 작곡가 유희열의 사촌 형이며 여성 희극배우 겸 가수 신보라의 6촌 오빠이기도 하다.

## 학력
- 1971년 영훈초등학교(前) → 리라초등학교 졸업
- 1974년 캐나다 온타리오주 오타와 그린뱅크 중학교 졸업
- 1977년 캐나다 온타리오주 오타와 브루크필드 고등학교 졸업
- 동성고
- 1981년 캐나다 오타와 대학교 신문방송학과 학사
- 1990년 5년제 한국방송통신대학교 영어영문학과 학사[1]

## 출연작

### 영화
- 1983년 《대학 신입생 오달자의 봄》
- 1983년 《모두 다 사랑하리》
- 1983년 《대학 들개》
- 1984년 《대학 괴짜들》
- 1986년 《가을장미》

### 뮤지컬
- 1984년 《포기와 베스》 ... 스키피오 역

### TV 시리즈
- 1990년 MBC 《대원군》 ... 위안커원 역